# دهداري (مازو)
دهداري (بالفارسية: دهداری) هي قرية تقع في قسم مازو الريفي، بمقاطعة أنديمشك التابعة لمحافظة خوزستان، إيران.